# Kennedy Kimutai
Kennedy Kimutai (3 giugno 1999) è un mezzofondista keniota.

## Biografia
Nel 2021 arrivando quarto alla mezza maratona di Valencia con un tempo di 58'28" ha stabilito il decimo tempo di sempre nella storia su questa distanza.

## Altre competizioni internazionali
2019
- 4º alla Mezza maratona di Cardiff ( Cardiff) - 1h00'39"

2020
- 11º alla Mezza maratona di Praga ( Praga) - 1h01'54"

2021
- 4º alla Mezza maratona di Valencia ( Valencia) - 58'28"

2022
- 5º alla Mezza maratona di Valencia ( Valencia) - 59'04"
- 10º alla Mezza maratona di Ras al-Khaima ( Ras al-Khaima) - 1h00'10"
- 7º alla Mezza maratona di Praga ( Praga) - 1h01'10"
- 9º al Birell Grand Prix ( Praga) - 27'54"